# Zliszajcowacenie
Zliszajcowacenie, impetiginizacja (łac. impetiginisatio) - wtórne zakażenie wykwitów, objawiające się wystąpieniem charakterystycznych żółto-miodowych miękkich strupów.